# Mercedes Carrera
Melinda Smith (Los Ángeles, California; 30 de noviembre de 1982), más conocida como Mercedes Carrera, es una ex actriz pornográfica estadounidense. En la actualidad cumple pena de prisión por cargos de abusos sexuales y corrupción de menores.

## Biografía
Carrera, nombre artístico de Melinda Smith, tiene orígenes alemanes, puertorriqueños, suecos y nativoamericanos, en concreto del pueblo lakota. Se crio y estudió en el estado de California. Durante su juventud, y antes de iniciarse en el porno, trabajó como modelo en campañas de publicidad y anuncios. Ingresó en la Universidad, donde realizó ingeniería de manufactura y después trabajó como ingeniera de telecomunicaciones, entrenadora y técnico de fotografía y producción audiovisual.
Ingresó en la industria del cine pornográfico en 2014, a los 32 años. Desde su entrada, ha trabajado con las principales productoras del sector como Bang Bros, Girlfriends Films, Devil's Film, Elegant Angel, Zero Tolerance, Penthouse, 3rd Degree, Adam & Eve, Evil Angel, Axel Braun Productions o Brazzers, participando en más de 580 películas.
Algunos trabajos de su filmografía son Big Boobies and Booming Booties 2, Busty Office Milfs 6, Ex-Mom Movement, Key, Masseuse 9, Mommy-Teen BJ Lessons, My Secretary the Slut, Oops I Creampied In My Step Mom 2 o Transition.
En 2015 participó en un vídeo para la web Funny or Die junto a sus compañeras Nina Elle y Nadia Styles criticando el estreno de la película Cincuenta sombras de Grey, a la que acusaron de ser misógina, de estar mal escrita y mostrar "sexo sin sexo".

## Detención
En febrero de 2019 fue detenida junto con su pareja, el director productor de cine pornográfico e ingeniero de sonido Daemon Cins (nombre artístico de Jason Whitney), tras ser acusada de cometer abusos sexuales contra una menor de 10 años en Rancho Cucamonga (California). Tres meses después de su detención, fue entrevistada por la revista XBIZ en el Centro de Detención West Valley del Condado de San Bernardino, donde cumple condena, alegando su inocencia en la acusación.
En agosto de 2020, tras 19 meses en prisión, se notificó, después de varios aplazamientos solicitados por la defensa, que el juicio contra Carrera y su marido comenzaría en diciembre de ese año. No obstante, sucesivas prolongaciones están aplazando sine die la audiencia previa, con más de cinco años de retraso desde su detención.

## Premios y nominaciones
| Año  | Ceremonia    | Resultado | Premio                                                 | Trabajo                                          |
| ---- | ------------ | --------- | ------------------------------------------------------ | ------------------------------------------------ |
| 2016 | Premios AVN  | Nominada  | Premio fan: MILF más caliente                          | —                                                |
| 2016 | Premios AVN  | Nominada  | Mejor escena de sexo lésbico en grupo                  | Sisterhood                                       |
| 2016 | Premios AVN  | Nominada  | Artista MILF / Cougar del año                          | —                                                |
| 2016 | Premio XBIZ  | Nominada  | Artista MILF del año                                   | —                                                |
| 2016 | Premios XRCO | Nominada  | MILF del año                                           | —                                                |
| 2017 | Premios AVN  | Nominada  | Artista MILF/Cougar del año                            | —                                                |
| 2017 | Premios AVN  | Nominada  | Mejor actriz de reparto                                | Project Pandora: A Psychosexual Lesbian Thriller |
| 2017 | Premios AVN  | Nominada  | Mejor escena de sexo en realidad virtual               | The Kim Kardashian Supertar VR Experience        |
| 2017 | Premios AVN  | Nominada  | Premio fan: MILF más caliente                          | —                                                |
| 2017 | Premios AVN  | Nominada  | Premio fan: Estrella mediática                         | —                                                |
| 2017 | Premio XBIZ  | Nominada  | Artista MILF del año                                   | —                                                |
| 2017 | Premio XBIZ  | Nominada  | Mejor actriz en película de sexo en pareja             | Forked                                           |
| 2017 | Premio XBIZ  | Nominada  | Mejor escena de sexo en película lésbica               | Project Pandora                                  |
| 2017 | Premio XBIZ  | Nominada  | Mejor escena de sexo en película de parejas o temática | Forked                                           |
| 2017 | Premios XRCO | Nominada  | MILF del año                                           | —                                                |
| 2018 | Premios AVN  | Nominada  | Artista MILF/Cougar del año                            | —                                                |
| 2018 | Premios AVN  | Nominada  | Mejor escena de sexo lésbico en grupo                  | MILF Performers of the Year 2017                 |
| 2018 | Premios AVN  | Nominada  | Mejor escena de trío H-M-H                             | Forked                                           |
| 2018 | Premios AVN  | Nominada  | Premio fan: MILF más caliente                          | —                                                |
| 2018 | Premios XRCO | Nominada  | MILF del año                                           | —                                                |
| 2018 | Premios XRCO | Nominada  | Unsung Siren                                           | —                                                |
| 2018 | Premios XBIZ | Nominada  | Artista MILF del año                                   | —                                                |
| 2018 | Premios XBIZ | Nominada  | Mejor escena de sexo en película de parejas o temática | Ingenue                                          |
| 2019 | Premios AVN  | Nominada  | Artista MILF/Cougar del año                            | —                                                |
| 2019 | Premios AVN  | Nominada  | Mejor actriz                                           | Second First Date                                |
| 2019 | Premios AVN  | Nominada  | Premio fan: MILF más caliente                          | —                                                |
| 2019 | Premios XBIZ | Nominada  | Artista MILF del año                                   | —                                                |
| 2019 | Premios XBIZ | Nominada  | Mejor escena de sexo en película gonzo                 | Mother Fuckin' Anal                              |
| 2019 | Premios XBIZ | Nominada  | Mejor escena de sexo en película de parejas o temática | Making Ends Meet                                 |
| 2019 | Premios XBIZ | Nominada  | Mejor escena de sexo en película vignette              | MILF Stories: Still Sexy                         |